# Technomyrmex gibbosus
Technomyrmex gibbosus är en myrart som beskrevs av Wheeler 1906. Technomyrmex gibbosus ingår i släktet Technomyrmex och familjen myror. Inga underarter finns listade i Catalogue of Life.